# Terafim
Terafim (Hebreeuws: תְּרָפִים, tərāfim) is in de Hebreeuwse Bijbel een aanduiding voor huisgoden. De exacte betekenis van de term is onduidelijk.

## Etymologie en betekenis
Waarschijnlijk is de Hebreeuwse term afgeleid van het Hettitisch-Hurritische begrip tarpiš, "demon", "beschermgeest", vergelijkbaar met het Akkadische šēdu. De Hebreeuwse vorm van het woord is meervoud, maar het kan zowel een enkel voorwerp als meerdere voorwerpen aanduiden. De Septuagint geeft terafim weer als εἴδωλον, "godenbeeld", "afgod" of γλuπτός, "gesneden beeld". De Targoem gebruikt ṣlm / ṣlmnj’, "beelden" of dm’jn, "figuren". Deze vroege vertalingen ondersteunen de vertaling met "huisgoden".
In Genesis 31 wordt geapostrofeerd verwezen naar de terafim als älohîm, "goden" (zie Elohim). Waarschijnlijk representeerden de beeldjes dus een familie- of huisgod, mogelijk een vergoddelijkte voorouder van Laban, waardoor de voorwerpen voor hem van existentieel belang waren. De interpretatie als voorouderfiguur lijkt te worden gesteund door de weergave in 1 Samuel 15:23 en het gebruik van älohîm in Jesaja 8:19, waar deze als geest van een gestorvene wordt gebruikt.
Volgens de rabbijnse literatuur betekende het woord "schandelijke voorwerpen", maar dit wordt door hedendaagse onderzoekers verworpen. Nederlandse vertalingen geven het weer met "godenbeeldjes" en "afgodendienst" (Nieuwe Bijbelvertaling) of laten het woord onvertaald staan (Statenvertaling, terafiem in de Naardense Bijbel).

## Hebreeuwse Bijbel
Terafim wordt vijftien keer genoemd in de Hebreeuwse Bijbel, zowel in goedkeurende als in afkeurende zin.

### Rachel
In Genesis 31 betreffen de terafim duidelijk beeldjes van klein formaat. Rachel had ze gestolen van haar vader Laban en in de zadeltassen van een kameel verstopt.

### Michal
In een verhaal over David was hij ontsnapt en misleidde zijn vrouw Michal de achtervolgers door het beeld van een huisgod in het bed van David te leggen en met een pruik van geitenhaar te vermommen, alsof David nog in bed lag. Dit geeft een indicatie van het formaat van deze vorm van terafim. Het gebruik van de term "de huisgod" suggereert dat ieder huishouden een huisgod had. Van der Toorn stelt dat de vermelding van de terafim in Davids huishouden zonder enige afkeuring wordt genoemd. Dit staat in contrast met de vermelding kort voor dit verhaal in 1 Samuel 15:23, waar Samuel Saul vermaant en zegt dat eigenzinnigheid even slecht is als terafim, hier vertaald als afgodendienst.

### Overige vermeldingen
- In Rechters richtte een zekere priester Micha een privé heiligdom in en worden terafim genoemd in relatie tot een met zilver beslagen houten beeld en een efod of priestergewaad.[4]
- In 2 Koningen 23:24 wordt de terafim / huisgod als een "gruwel" en een vorm van afgoderij veroordeeld.
- In Ezechiël 21:26 wordt het gebruik van huisgoden door de koning van Babylon vermeld in een context van veroordeling.
- In Hosea 3:4 wordt de terafim positief geduid, in combinatie met de massebe en orakels. Het verstoken zijn hiervan zou leiden tot "het verlangen naar de HEER".
- Zacharia 10:2 duidt de terafim negatief en stelt ze gelijk aan de leugenachtigheid van waarzeggers.

## Latere vermeldingen
Josephus schreef over het gebruik om huisgoden mee te nemen op reis naar vreemde landen. Dit kan erop wijzen dat het gebruik van terafim in zwang bleef tijdens de hellenistische periode en mogelijk nog daarna.